# Polybia occidentalis
Camoatí o avispa balita son dos de los nombres comunes de algunas especies de avispas (himenópteros) en Argentina y Uruguay, en particular se refiere a la especie Polybia occidentalis. Su hábitat se extiende desde México en América del Norte,  América Central hasta Argentina en América del Sur. Son avispas eusociales que forman enjambres numerosos cuyos nidos penden en su mayoría de los árboles, pero también lo hacen en rocas así como también en techos de casas y galpones. 
P. occidentalis se alimenta de néctar, insectos y fuentes de hidratos de carbono, mientras que son presa de aves; las hormigas se aprovechan de ellas y las parasitan. Las avispas obreras de P. occidentalis se pican unas a otras para comunicar que es hora de empezar a trabajar

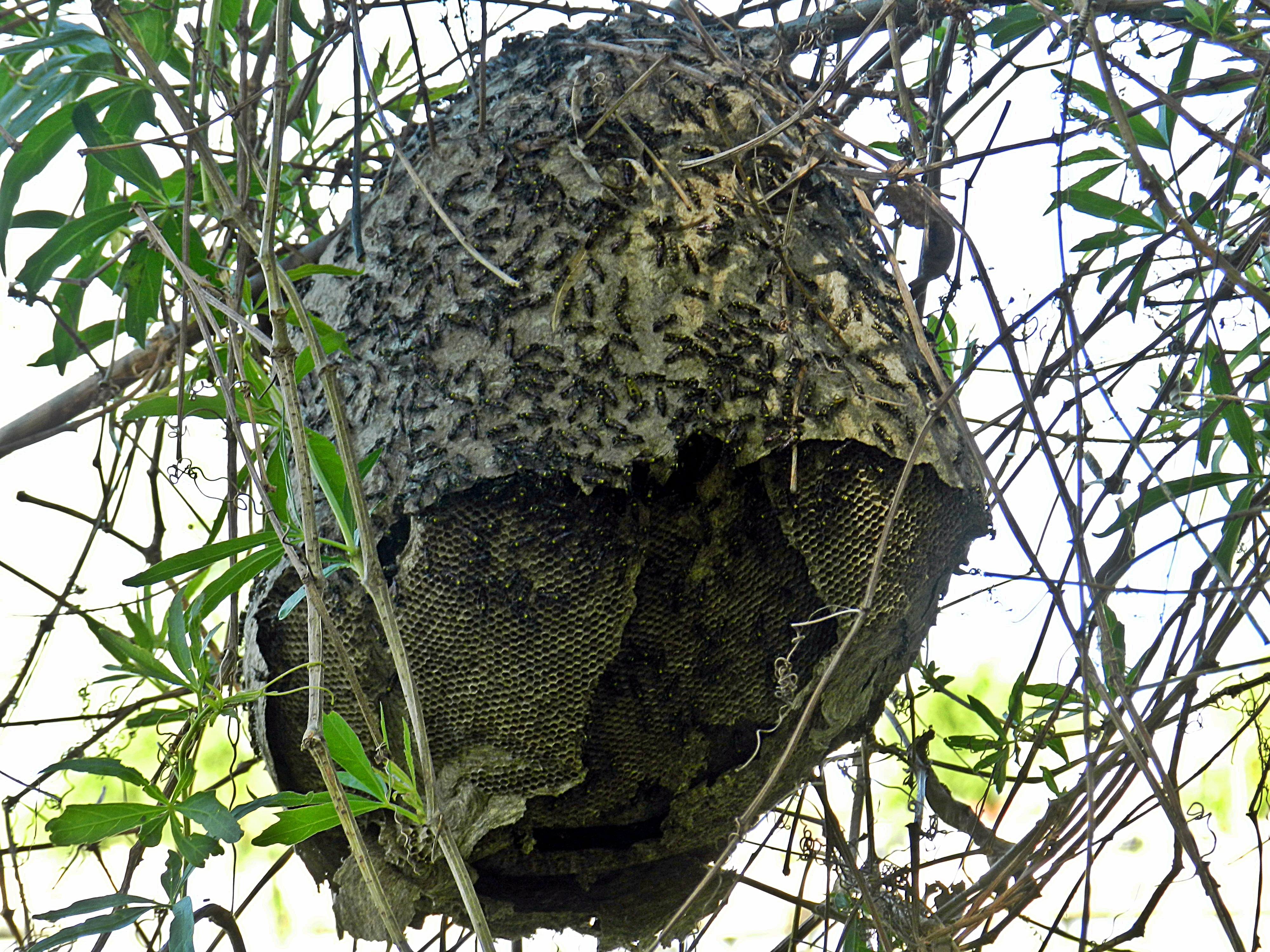
Nido en árbol de San Pedro, Buenos Aires, Argentina

Producen una miel oscura y algo áspera. La composición química de dicha miel y también de la toxina que inyectan con su aguijón han sido estudiadas. 
El nombre también se da a los nidos de insectos de este género.

## Taxonomía y filogenia
La especie Polybia occidentalis pertenece a la subfamilia Polistinae. Los polistinos son una de 6 subfamilias de Vespidae. Esta subfamilia contiene 4 tribus. Polybia pertenece a la tribu Epiponini.

## Descripción e identificación
Las avispas P. occidentalis se distinguen por sus colores negro y amarillo. El color de base es el negro y tienen unas pocas franjas amarillas en el abdomen. Las alas son delgadas y el tórax está unido al abdomen por un pecíolo largo y fino. Las obreras tienen un peso seco promedio de 3,80 mg a 6,71 mg. La longitud del margen costal de las alas es de 3,6 mm a 4,7 mm.  La avispa reina se diferencia de las obreras porque tienen ovarios más grandes. 

## Distribución y hábitat
P. occidentalis se encuentra desde México hasta Argentina. Esta especie de avispa es común en Costa Rica y Brasil. Vive en regiones neotrópicas que constan de selvas tropicales con gran diferencia estacional húmeda-seca. Así disponen de recursos adecuados para construir los nidos y cazar sus presas en la estación húmeda y sobrevivir con estos recursos en la estación seca. El medio ambiente neotrópico es ventajoso para las colonias que forman enjambres. Habitualmente se asientan donde hay grandes fuentes de hidratos de carbono disponibles. Las P. occidentalis construyen sus nidos en regiones bajas y buscan protección en árboles, matas, cercos e incluso en edificios.